# Vich (Vaud)
Vich es una comuna suiza del cantón de Vaud, localizada en el distrito de Nyon. Limita al norte con las comunas de Arzier y Begnins, al este con Gland, al sur con Prangins, y al oeste con Coinsins y Genolier.
La comuna hizo parte hasta el 31 de diciembre de 2007 del círculo de Begnins.

## Monumentos
- Iglesia de San Martín (Église Saint-Martin)